# Интерпункт
Интерпункт (·) (от лат. inter — «между» и лат. punctum — «точка») — пунктуационный знак, представляющий собой точку, применявшуюся для словоразделения в латинском письме и применяющуюся в некоторых современных языках как самостоятельный символ внутри слова. Включён в Юникод как U+00B7 middle dot.
Точка центрирована по высоте заглавных букв (например: DONA·EIS·REQVIEM), и поэтому также иногда называется средней точкой. В эпиграфике бывает представлена небольшим правильным треугольником с вершиной, направленной вверх или вниз. С другой стороны, древнегреческий язык не использовал интерпункт; символы слов не разделялись. Использование пробелов для разделения слов появилось значительно позже — между 600 и 800 г. н. э.
В качестве словоразделителя интерпункт также широко используется в современном японском языке.
Также интерпункт используется в современном французском языке для формирования гендерно-нейтральных форм: étudiant — «студент», étudiante — «студентка», étudiant·e — «студент_ка», см. инклюзивный французский язык.
Интерпункт используется в химии для разделения частей в формулах аддуктов, смешанных солей и сольватов (обычно, гидратов). Например, формула медного купороса — CuSO4·5H2O.
Похожий (или, в зависимости от используемого шрифта, — идентичный) символ в виде точки (U+22C5 dot operator в Юникоде) используется в математике в качестве знака умножения — в дополнение к × (произведение a и b может быть записано как a×b или a⋅b). Впрочем, эти два знака могут иметь и разный смысл, в зависимости от контекста. Например, a⋅b — скалярное произведение векторов, a×b — векторное. Во многих шрифтах эта точка и интерпункт различаются кернингом.

## В качестве диакритического знака
В каталанском L с точкой посередине (Ŀ ŀ) используется в сочетании с другой L, когда нужно показать, что они произносятся отдельно (col·lecció), в то время как обычно ll обозначают палатальное [λ] (castellà).
В варианте письма осейдж, разработанном для языка осейдж в 2014 году, обозначает носовые дифтонги 𐒲 𐓚 [aĩ], 𐒸 𐓠 [eĩ] и 𐓃 𐓫 [oĩ].
В литуанистике долгота (напряжённость) гласных обозначается приподнятой точкой справа от знака (например, /aꞏ/, в МФА — [aː]), полудолгота гласных и компонентов дифтонгов — точкой внизу (например, /a./, /a.i/, /εi./, в МФА — [aˑ]). В МФА похожий на точку посередине символ, треугольная точка (ˑ), обозначает полудолготу.